# Idrobasaluminite
L'idrobasaluminite è un minerale.